# Slovany
Slovany es un municipio del distrito de Martin en la región de Žilina, Eslovaquia, con una población estimada a final del año 2024 de 431 habitantes.
Se encuentra ubicado al oeste de la región, cerca del curso alto del río Váh (cuenca hidrográfica del Danubio) y del parque nacional de Veľká Fatra.

## Demografía
| Año        | 1994 | 2004    | 2014     | 2024    |
| ---------- | ---- | ------- | -------- | ------- |
| Población  | 375  | 410     | 455      | 431     |
| Diferencia |      | +9,33 % | +10,97 % | −5,27 % |

| Año        | 2023 | 2024    |
| ---------- | ---- | ------- |
| Población  | 426  | 431     |
| Diferencia |      | +1,17 % |